# Durvillaea antarctica
El cochayuyo, cachiyuyo, cochaguasca, cochahuasca, rimurapa, collofe o coyofe (Durvillaea antarctica), és una alga bruna comestible rica en iode que habita a la costa dels mars subantàrtics, a Xile, Nova Zelanda i l'oceà Atlàntic Sud.

## Descripció
Es tracta d'una alga de grans dimensions que pot arribar a assolir els quinze metres de longitud. Els seus pecíols ("fulles"), també anomenats com tota la planta, són de color marró verdós quan són al mar i marró vermellós després d'assecar-se, tenen consistència carnosa i el seu interior és una estructura de bresca que els dona gran resistència per suportar l'embat de l'onatge. El seu caule ("tija") és circular i no té espais plens d'aire, el seu color és verd clar i mesura al voltant d'un metre de llarg fins al naixement del primer fil·loide. El disc basal o rizoide és una estructura molt forta que s'adhereix a les roques a la zona del rompent, ja que ha de ser capaç de resistir el cop continu de les ones sense desprendre del substrat.

## Noms
D'una banda, aquesta alga té dos noms d'origen quítxua: cochayuyo, qucha yuyu, «planta de mar», i cochaguasca o cochahuasca, qucha waska, «soga de mar», que li va ser donat per la semblança que té amb les cordes. En maorí, s'anomena "rimurapa".
D'altra banda, també rep noms d'origen maputxe: "coyofe" és una adaptació de la veu original kollof, designant els seus filoides. A la zona sud de Xile els cauloides són anomenats "ulte" (o "huilte"), 1 a la rodalia de Valdivia, Xile, reben el nom de "lunfo" (del terme lüngfo o lenfü) i a l'Arxipèlag de Chiloé, "Lembo" o "raguay" a aquesta estructura juntament amb el disc basal, nom que se li aplicava humorísticament a el penis per la seva semblança en forma i constitució. Ja vella, aquesta alga s'anomenava müngo.

## Usos
Aquesta alga ha estat un dels recursos alimentaris de comunitats indígenes americanes durant segles i avui dia forma part de la gastronomia xilena. A Xile s'ha extret des de les costes i assecat en paquets que, gràcies al seu baix pes, eren intercanviats a l'interior de país. Existeixen molts plats xilens que fan servir aquesta alga, formant part de guisats (el més típic és l'anomenat charquicán de cochayuyo), amanides, pastissos i sopes, fabricant-fins i tot una "melmelada de cochayuyo", saborizada amb fruites. No obstant això, en els últims anys el seu consum ha disminuït.
Als aliments que contenen aquesta alga, se'ls atribueixen efectes antiescrofulosos, digestius i tònics.
En el passat s'usava perquè els nadons que estaven desenvolupant les dents la mosseguessin. Així mateix, els maputxe obtenien de les tiges un colorant marró molt fosc per tenyir les seves teles.
Actualment, hi ha un gel de cochayuyo, en fase experimental, que serveix com a substrat nutritiu per aconseguir que llavors de plantes colonitzin terrenys pobres i que s'ha fet servir per criar pastura sobre el subsòl que queda al descobert després de construir camins. També s'utilitza com a part de la dieta.